# Phytomyza nigrifemur
Phytomyza nigrifemur este o specie de muște din genul Phytomyza, familia Agromyzidae, descrisă de Erich Martin Hering în anul 1934.
Este endemică în Polonia. Conform Catalogue of Life specia Phytomyza nigrifemur nu are subspecii cunoscute.